# Ruapukea carolus
Ruapukea carolus är en snäckart som beskrevs av Dell 1952. Ruapukea carolus ingår i släktet Ruapukea och familjen Aclididae. Inga underarter finns listade i Catalogue of Life.